# Cecilia Rouse
Cecilia Elena Rouse (nasceu a 18 de dezembro de 1963) é uma economista americana que serviu como reitora da Escola de Relações Públicas e Internacionais de Princeton na Universidade de Princeton. Atualmente é a presidente do Conselho de Consultores Econômicos no governo Joe Biden.

## Infância e Juventude
Cecilia cresceu em Del Mar, Califórnia, e formou-se na Torrey Pines High School em 1981. Ela tem dois irmãos: Forest Rouse, um físico; e Carolyn Rouse, antropóloga e professora da Universidade de Princeton. O seu pai é um físico pesquisador que recebeu seu PhD na California Institute of Technology em 1956. A sua mãe trabalhava como psicóloga escolar.
Rouse recebeu um Bacharelado em Economia pela Universidade de Harvard em 1986 e um PhD em Economia em 1992.

## Carreira
Após obter o seu doutorado, Rouse ingressou no corpo docente da Universidade de Princeton.
Rouse serviu como um membro no Conselho de Assessores Econômicos de 2009 a 2011, da presidência de Obama. Antes de servir na Administração Obama, Rouse havia servido no Conselho Econômico Nacional sob o presidente Bill Clinton de 1998 a 1999.
Rouse é reitora na Escola de Assuntos Públicos e Internacionais de Princeton. Rouse atuou como editor do Journal of Labor Economics e editor sênior do The Future of Children. Ela é membro do conselho de administração da MDRC, e diretora da T. Rowe Price Patrimoniais fundos mútuos e um membro do conselho consultivo dos Fundos Mútuos de Renda T. Rowe preço fixo.
O presidente eleito Joe Biden nomeou Rouse como presidente do Conselho de Consultores Econômicos. Ela compareceu perante a Comissão dos Assuntos Bancários, Habitacionais e Urbanos do Senado a 28 de janeiro de 2021. O Senado confirmou a sua nomeação por uma votação de 95-4 a 2 de março.

## Vida pessoal
Ela tem duas filhas. O seu marido é Ford Morrison, filho da autora Toni Morrison.